# زندگی من به‌عنوان یک سگ
زندگی من به‌عنوان یک سگ (سوئدی: Mitt liv som hund) فیلمی به کارگردانی لاسه هالستروم است که در سال ۱۹۸۵ منتشر شد. از بازیگران آن می‌توان به آنتون گلانزلیوس اشاره کرد.
این فیلم برنده جایزه بهترین فیلم خارجی جشنواره گلدن گلوب در سال ۱۹۸۸، بهترین فیلم اروپایی جشنواره بودیل و جایزه ایندیپندنت اسپیریت بهترین فیلم خارجی شده است.